# Уисконсински университет
Уиско̀нсинският университет (на английски: University of Wisconsin–Madison) се намира в Мадисън, столицата на щата Уисконсин.
Под това име обикновено се разбира най-големият университет от Университетската система на Уисконсин (University of Wisconsin System) – Уисконсин-Мадисън (University of Wisconsin-Madison), или само Мадисън. Утвърдил се е като международен център по изследване на стволови клетки.
Основан е през 1848 г. През есента на 2015 г. в него учат над 43 хиляди студенти от цял свят. През 2015 г. университетът има живи 428 257 възпитаници.

## Галерия
- Сграда на Училището по селскостопанска химия
- Сграда на Училището по агрономство
- Сграда на Училището по почвознание
- Павилион „Сток“
- Сграда на Училището по атмосферни, океански и космически науки
- „Баском хол“
- „Бърдж хол“
- „Хелът Уайт хол“
- Център „Кол“
- „Латроп хол“
- „Норт хол“
- Сграда на Училището по музика
- Обсерватория „Уошбърн“

## Известни личности
Преподаватели
- Робърт Паркър (р. 1936), космонавт и астроном
- Милтън Фридман (1912 – 2006), икономист

Студенти и докторанти
- Хауърд Айкен (1900 – 1973), инженер
- Джон Атанасов (1903 – 1995), инженер
- Димитър Атанасов (1894 – 1979), български агроном
- Леонард Блумфийлд (1887 – 1949), лингвист
- Рана Дасгупта (р. 1971), писател
- Уилям Кемпбъл (р. 1930), биолог
- Джоан Кюсак (р. 1962), актриса
- Чарлз Линдберг (1902 – 1974), авиатор
- Карл Менингер (1893 – 1990), психолог
- Майкъл Ман (р. 1943), режисьор
- Фредрик Марч (1897 – 1975), актьор
- Джойс Каръл Оутс (р. 1938), писателка
- Клифърд Саймък (1904 – 1988), писател
- Алвин Хансен (1887 – 1975), икономист
- Дик Чейни (р. 1941), политик
- Карл Джераси (1923 – 2015), химик и драматург